# Aporia martineti
Aporia martineti är en fjärilsart som först beskrevs av Charles Oberthür 1884.  Aporia martineti ingår i släktet Aporia och familjen vitfjärilar. Inga underarter finns listade i Catalogue of Life.